# Kramens dag
Kramens dag (National Hugging Day) är en temadag som firas den 21 januari varje år.
Kramens dag skapades i USA 1986 av Kevin Zaborney, för att uppmana folk att krama sina nära och kära lite oftare.